# معطية

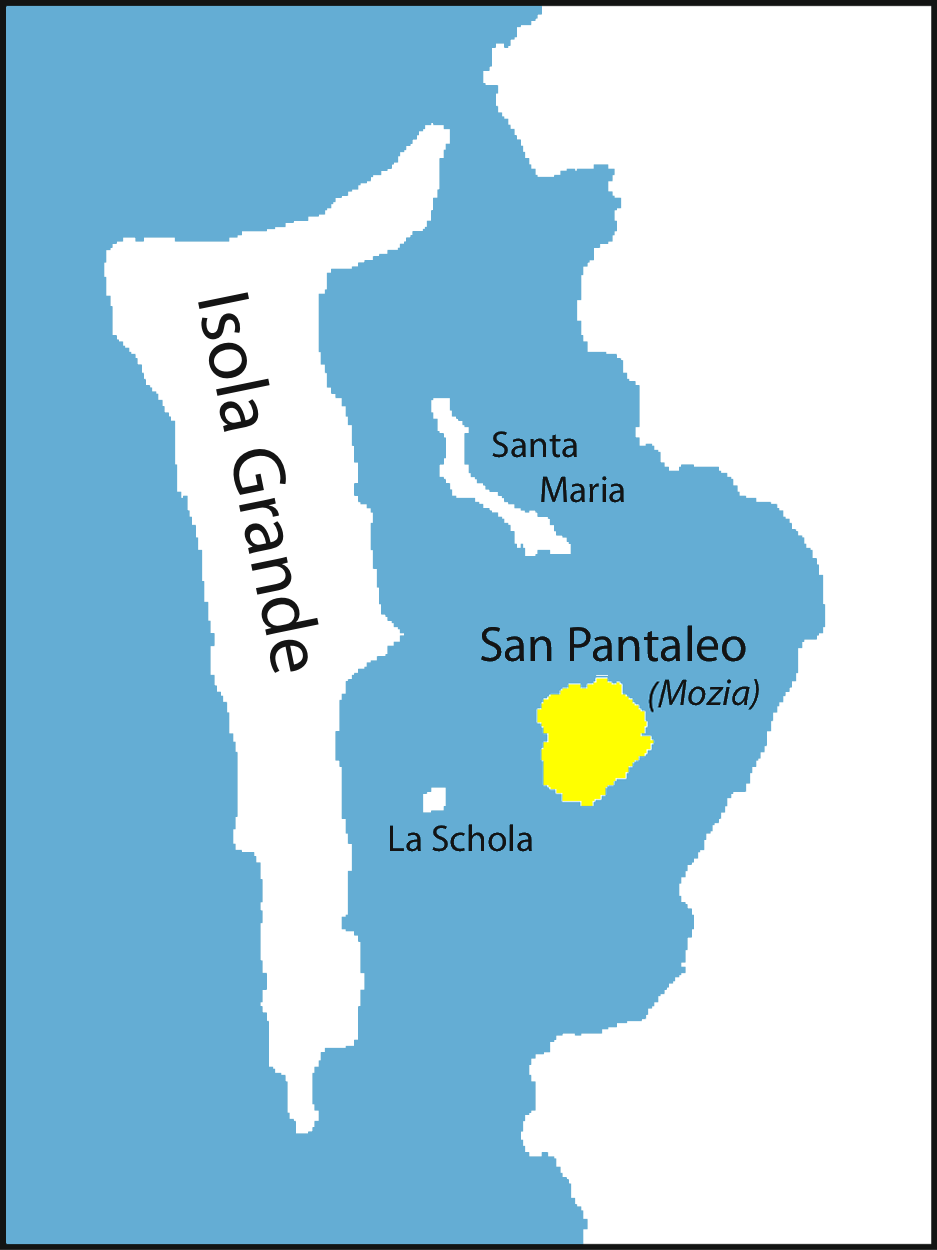
موقع موتيا

مُعْطِيَة (باليونانية: Μοτύη، Μοτύα)‏، (بالإيطالية: Mozia، Mothia)‏ (بالصقلية:Mozzia)، هي مدينة قوية قديمة على جزيرة قبالة الساحل الغربي لجزيرة صقلية، بين دريبانوم (تراباني) وليليبايوم (مارسالا). سميت الجزيرة (في العصور القديمة) سان بانتاليو في القرن الحادي عشر من قبل الرهبان الباسيلية وتقع في بحيرة في أقصى الجزء الغربي من جزيرة صقلية (طولها نحو 850 م وبعرض 750 م) وتبعد كيلومتر وحيد تقريباً من البر الرئيسي من جزيرة صقلية، والتي تم وصلها بها عن طريق جسر اصطناعي (طريق معبد) والذي من خلاله تستطيع المركبات ذات العجلات الكبيرة الوصول إلى البلدة.

## معرض صور

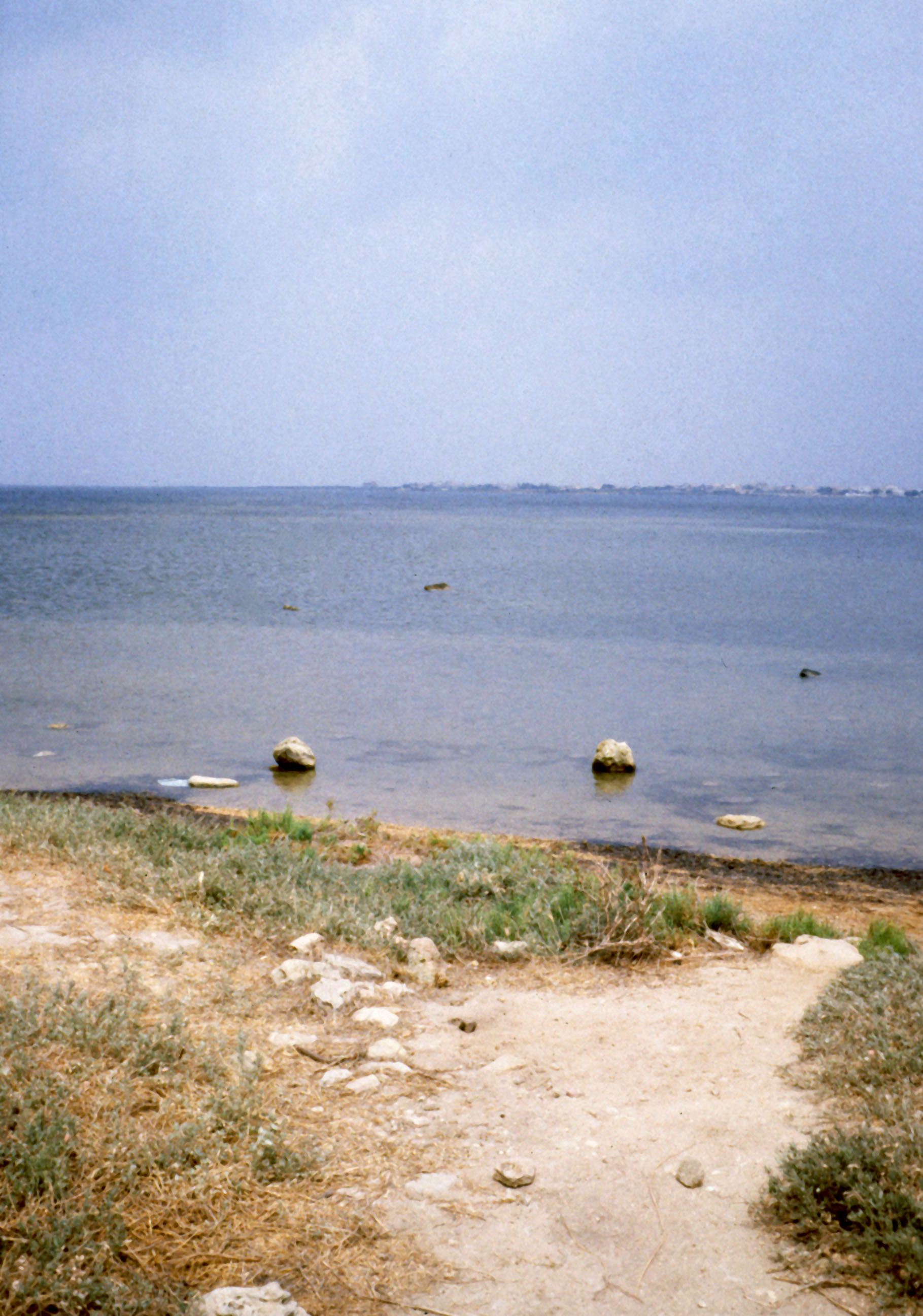
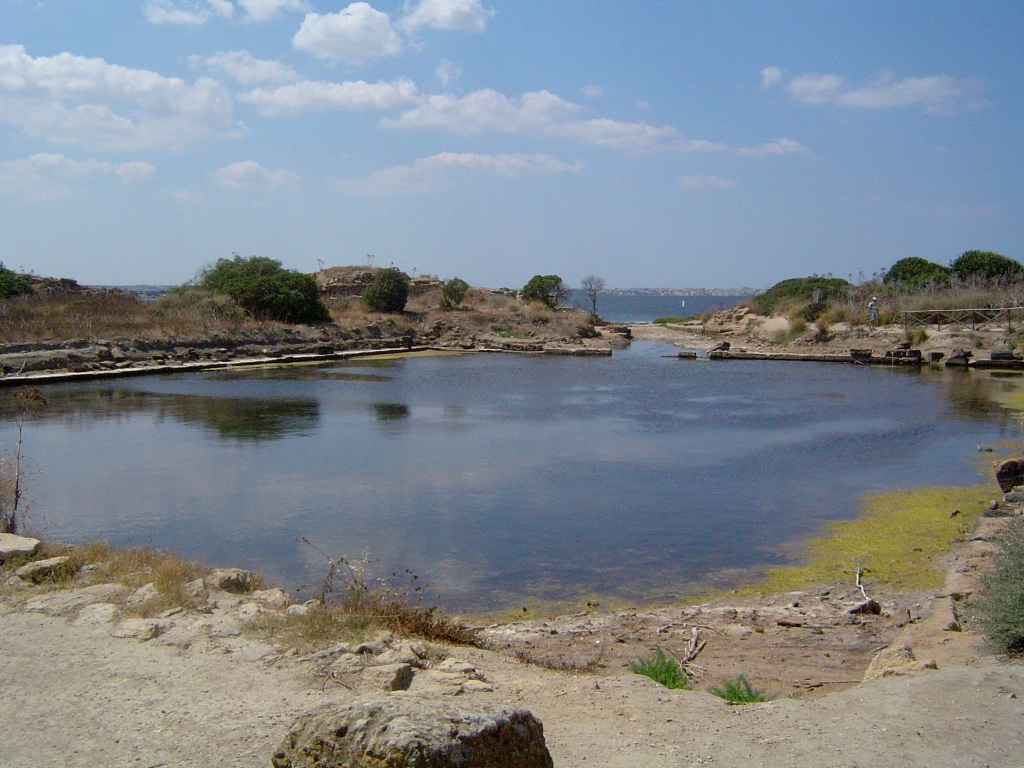
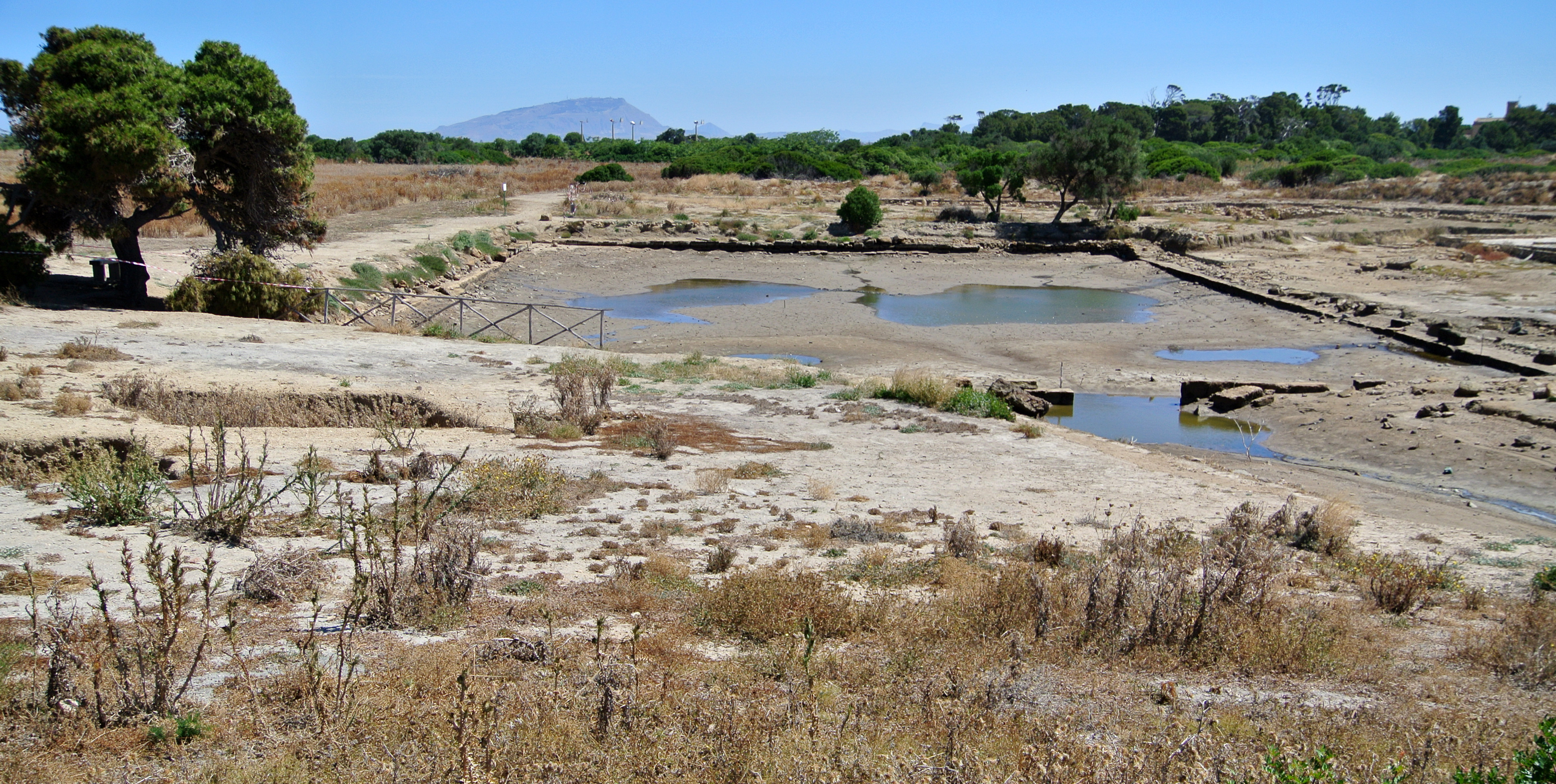
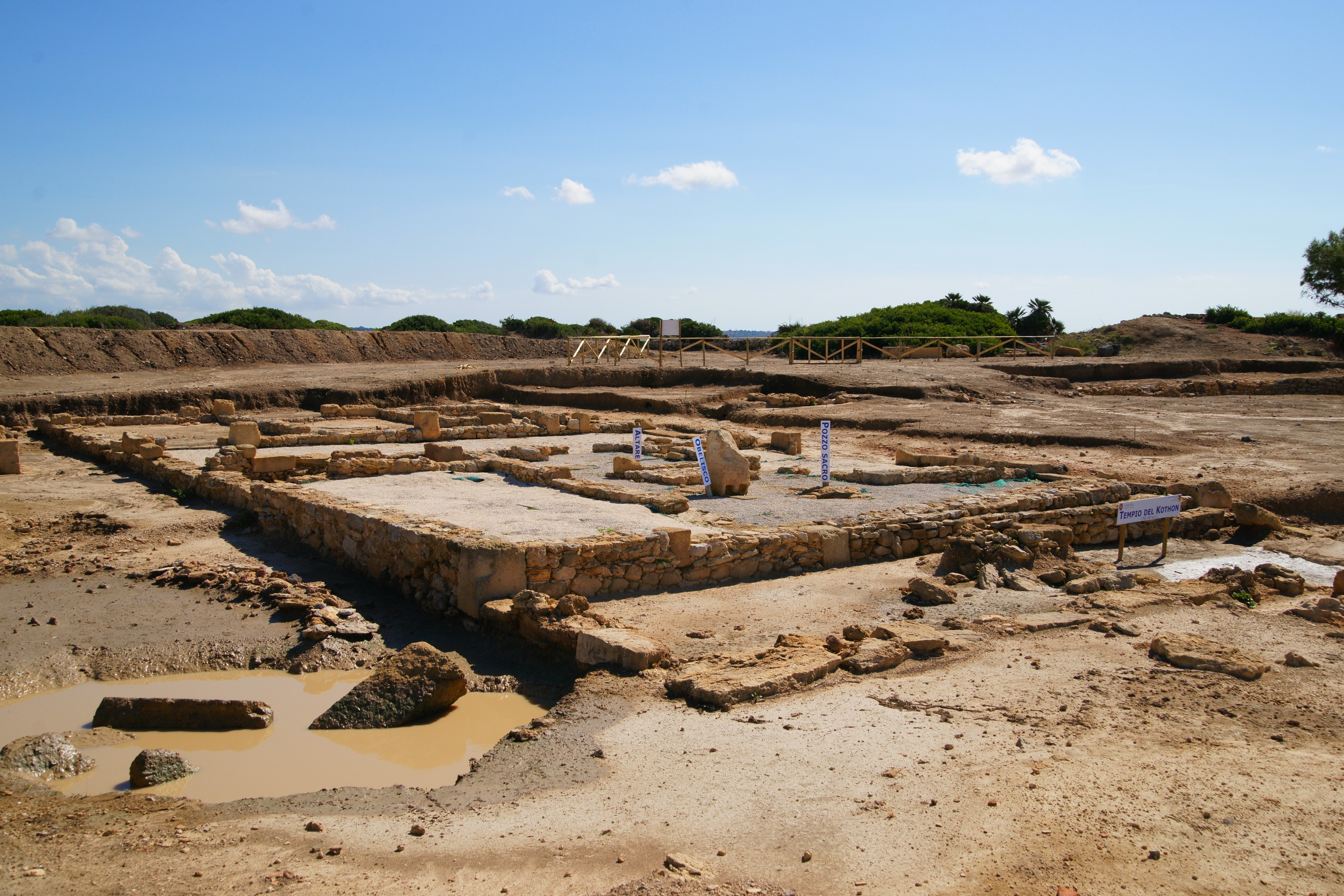